# Aitouia

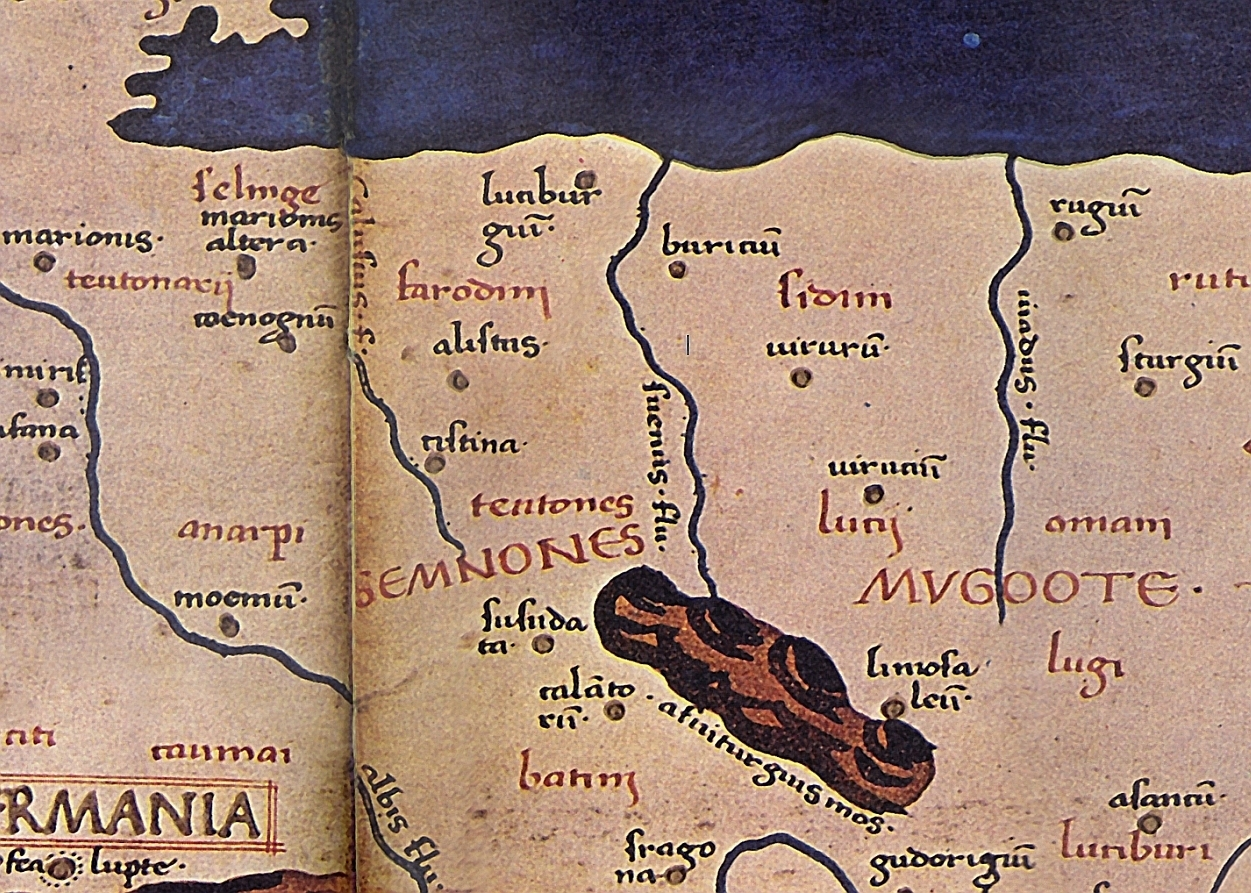
Lage von Aitouia nach Ptolemaios

Aitouia, auch Kistouia oder Astouia und Astuia (altgriechisch Αἰτουία; lateinisch Aituia) ist ein Ortsname, der von Ptolemaios in seinem um das Jahr 150 erstellten Koordinatenwerk Geographia (Ptolemaios 2, 11, 12) als einer der im nördlichen Germanien, in der Nähe der Meeresküste liegenden Orte (πόλεις) mit 37° 20' Länge (ptolemäische Längengrade) und 54° 30' Breite oder auch 54° 30' Breite angegeben wird. Bei letzterer Lesart zur Breite läge Aitouia nach Ptolemaios zwischen Kenennon und Alisos.

## Lokalisation
Bisher konnte der antike Ort nicht sicher lokalisiert werden. Ein interdisziplinäres Forscherteam um Andreas Kleineberg, das die ptolemäischen Koordinaten von 2006 bis 2009 neu untersuchte und interpretierte, lokalisiert zur Zeit Aitouia auf dem Gebiet der Burg Stargard in Mecklenburg-Vorpommern. Die Bezeichnung Stargard stammt aus dem Slawischen und bedeutet „alte Burg“. In der toponymischen Forschung wird dieser Ortsname als Hinweis dafür aufgefasst, dass bei der Ankunft der Slawen in diesem Gebiet bereits ein (befestigter) Ort existiert haben muss.
Die Burg Stargard liegt an der Linde, die über die Tollense und die ab Demmin schiffbare Peene in die Ostsee mündet.